# Extravaganza

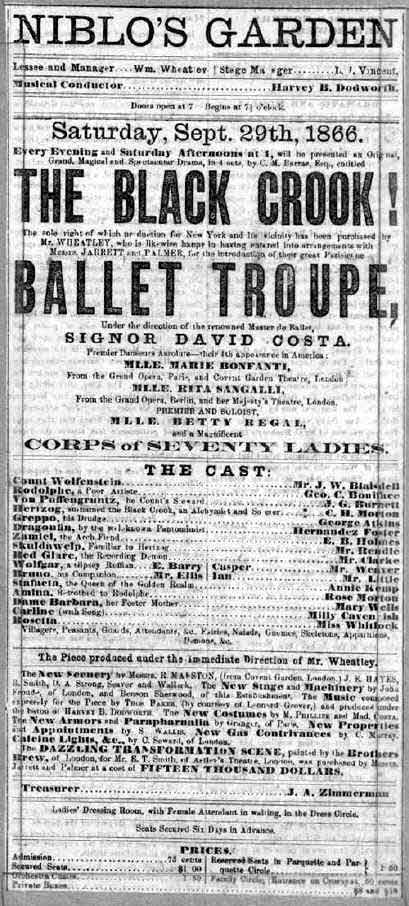
Afisz spektaklu The Black Crook (1866)

Extravaganza – rodzaj widowiska słowno–muzycznego zawierający elementy rewii, pantomimy, baletu a nawet cyrku, zapowiadający nadejście musicalu. 
Termin po raz pierwszy został użyty w odniesieniu do spektaklu Charlesa Barrasa The Black Crook z 1866 roku, w którym to spektaklu rola muzyki była jeszcze ograniczona.